# Tabanus brunniventer
Tabanus brunniventer är en tvåvingeart som beskrevs av Schuurmans Stekhoven 1926. Tabanus brunniventer ingår i släktet Tabanus och familjen bromsar. Inga underarter finns listade i Catalogue of Life.